# زنجره
زَنجـِره (به انگلیسی: Cicada) یا زلّه یا جیرجیرک دشتی، گونه‌ای حشره است از راستهٔ نیم‌بالان (Hemiptera)، رده زنجره‌ریختان (Cicadomorpha) یا Auchenorrhyncha که دارای چشمانی ریز و با فاصله از هم بر روی سر و بال‌های شفاف ترانما با رگ‌بندی زیاد است.
این حشرات عموماً درخت کاج را ترجیح می‌دهند ولی در لاروهای پیر پوست‌اندازی روی ساقهٔ علف و گاه سرخس نیز دیده شده‌است.
همهٔ حشرات به‌وسیله پرواز کردن از خطر فرار می‌کنند، اما ملخ‌ها و جیرجیرک‌ها جهش می‌کنند. این حشرات سنگین دارای پاهای سنگینی در عقب بدن خود هستند. این حشرات معمولاً می‌توانند ۱ متر (۳ پا) یا بیشتر جهش کنند.

## نام‌های محلی در ایران
نام این حشره در زبان مازندرانی  جیرجیرانی ،جینجاقالی، در گویش خراسانی چز، درگویش کوهپایه البرزی توت برسانک ( به دلیل وجود این حشره در هنگام فصل توت ) ، در گویش کرمانی چنزو، در گویش قزوینی سسرگ، در گویش سیستانی چَرْچَرَکْ، در زبان کردی سورانی بَرزَجُرره است.
گونه‌ای از این حشره با نام محلی تژق وجود دارد که در خراسان جنوبی شهرستان قاین و شهرستان بیرجند،  همین‌طور در شهر آیسک و سه قلعه(با نام محلی شاشنگ)، در فصول گرم سال یعنی از نیمه‌های بهار دیده می‌شود. (تژق هم لابه لای درختان و بوته‌های خشک گیاهان را برای اقامت بیشتر ترجیح می‌دهد. تژق مصرف خوراکی دارد و به عمل بودادن یا برشته کردن آن برجو گویند و به ذائقه مردم محلی طعم لذیذی هم دارد.)

## رده‌بندی
زنجره‌ها با ملخ‌‌ها خویشاوندی دارد خویشاوند زنجرک‌ها (leafhoppers) و حشره بزاق‌دار (spittle-bugs) است.
حدود ۱۵۰۰ گونه زنجره در جهان وجود دارد که غالباً در مناطق معتدل گرم تا گرمسیر سکونت دارند. برای مثال ۲۰۲ گونه در استرالیا، ۱۰۰ گونه در جزایر اسپانیا و تنها یک نمونه در پادشاهی بریتانیا می‌زید. گونهٔ بریتانیایی آن در ۶۱ درجهٔ شمالی پراکنده‌اند.

عکس یک زنجره بر روی تنه درخت آلوچه، روستای خلیفه محله رودسر، استان گیلان

## چرخهٔ زندگی زنجره‌ها

عکس‌هایی از توالی زمانی یک زنجره، اوهایو، آمریکا

به‌طور کلی چرخهٔ زندگی جیرجیرک‌ها چندین ساله‌است و اکثر این دوره به صورت لارو و زیر زمین سپری می‌شود. حشرهٔ نابالغ با سوراخ کردن ریشهٔ گیاه و مکیدن شیرهٔ آن تغذیه می‌کند.
در بعضی گونه‌ها زمان زیادی تا بلوغ و جیرجیرک شدن صرف می‌شود. از جمله magicicada از آمریکای شمالی که به علت چرخهٔ حیات ۱۷ ساله‌اش شهرت دارد.
سه چرخهٔ اصلی برای زندگی زنجره‌ها وجود دارد که هر یک از این گونه‌ها دارای ۲ شکل ۱۳ و۱۷ ساله‌است.
M.Septendecim, M.Septendecula و M.Cassini که به اختصار آن‌ها را decim, decula و cassini می‌خوانیم، اسامی این سه گاهنامه جیرجیرک هاست.
در این سه گونه، Decim بیشترین تراکم را در شمال، Cassini بیشترین تراکم را در می‌سی‌سی‌پی و Deculaدر هر قسمت کمیاب است. لاروهای یک دوره در گونهٔ ۱۳ ساله بیشتر در محدوده مناطق مرکزی توزیع جیرجیرک‌ها و در نمونهٔ ۱۷ ساله در شمال، شرق و غرب به دنیا می‌آیند. البته امکان اینکه دلیل ۱۳ یا ۱۷ ساله بودن دوره‌ها چیز دیگری باشد، دور از ذهن نیست. بعضی از متخصصان این مسئله را به زمان بلوغ و تعداد مولد جدا که می‌تواند در سال‌های مختلف پدیدار شود، ارتباط می‌دهند.
جمعیت جیرجیرک‌ها را لاروهای منتخبی تشکیل می‌دهند که به تنظیم زمان چرخه‌شان بستگی دارد.
فرضیات نشان می‌دهند که هر دوره شامل ۳۰ لارو ۱۳ و ۱۷ ساله‌است که از این تعداد ۱۲ لارو ۱۷ ساله و تنها ۳ لارو ۱۳ ساله بالغ شده و در این صورت ۱۵ جیرجیرک حتماً مشاهده خواهد شد.
دورهٔ ظهور جیرجیرک‌های ۱۳ و ۱۷ ساله، هر ۲۲۱ سال یک بار روی هم می‌افتد و لاروهای ۱۳ و ۱۷ ساله به‌طور هم‌زمان جیرجیرک می‌شوند. آخرین بار این اتفاق در ۱۸۹۷ رخ داد و دفعه بعد در ۲۱۱۸ رخ می‌دهد.
نرها و ماده‌ها در اواخر آوریل و اوایل ژوئن اجتماع می‌کنند تا در گروه هم سرایان برای ۲ هفته آواز بخوانند و جفت‌گیری کنند. ماده‌ها به صورت پراکنده تخم ریزی می‌کنند و تخم‌ها پس از ۶ تا ۸ هفته سر باز کرده و لاروها مستقیماً به داخل خاک می‌روند. ارزیابی‌های انجام شده نشانگر این حقیقت است که ۹۸٪ از لاروهای از تخم درآمده در دو سال نخست زندگی خود می‌میرند.

### تولید مثل
بر عکس غالب راست بالان، زنجره‌ها به روبه رو ایستادن در طول مدت آمیزش تمایل دارند. در گونهٔ cicadatra guera آمیزش حدود یک ساعت طول می‌کشد.

### تخم‌گذاری

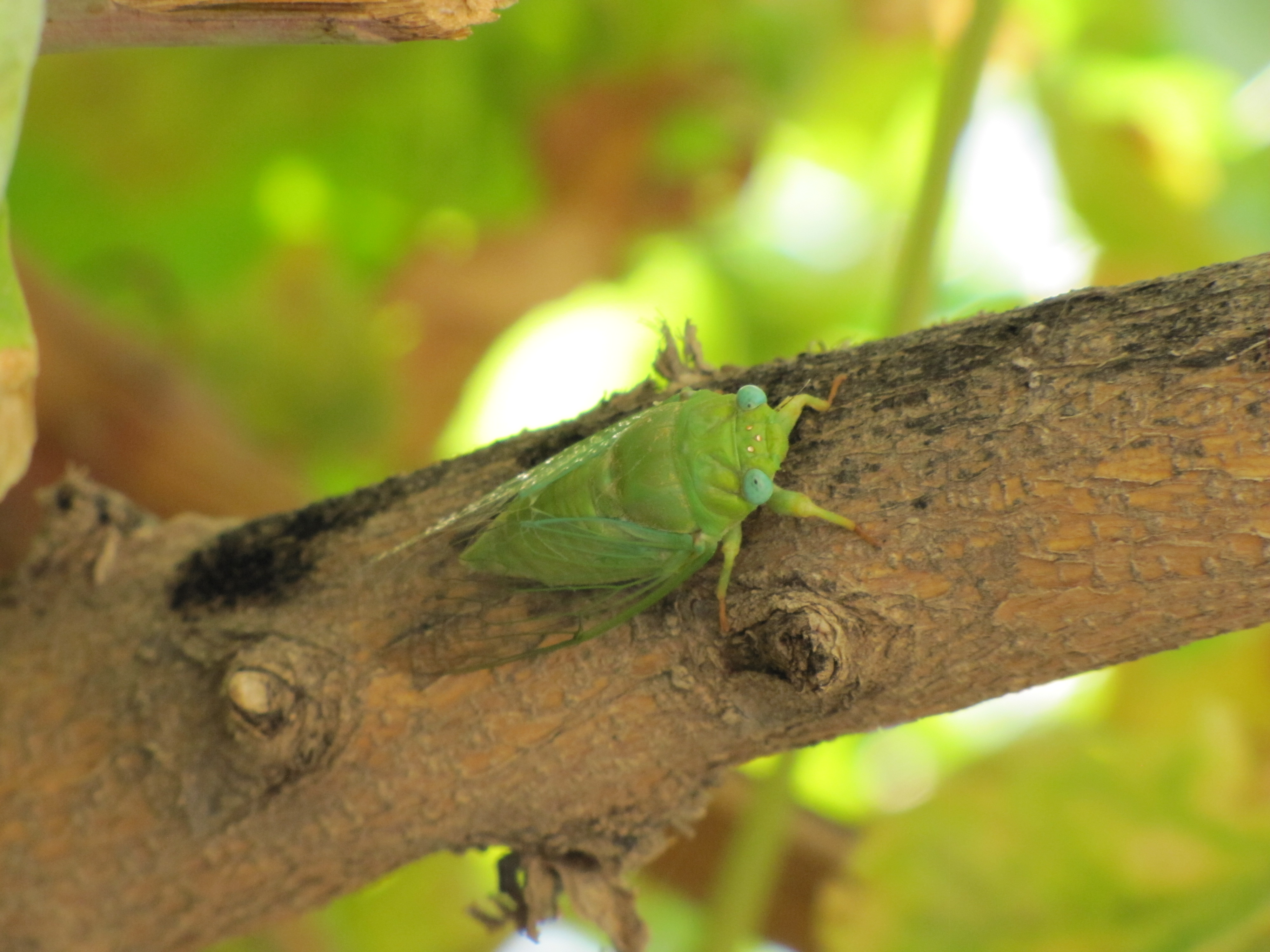

تخم‌ها کپسول‌های بلندی هستند که در یک انتها نوک تیز می‌شوند. هر ماده حدود ۴۰۰ تا ۶۰۰ تخم در هر نوبت می‌گذارد.
در تمام گونه‌های شناخته شده، والد تخم خود را روی مواد گیاهی می‌گذارد. تخم‌گذاری توسط حشرهٔ مادر در محل‌هایی که خانهٔ تخم‌ها (egg nests) نامیده می‌شود، انجام می‌گیرد. هر خانه حاوی تعداد کمی تخم صورتی روشن است و لاروها نیز پس از بیرون آمدن از تخم همچین رنگی دارند.
حشرهٔ ماده در گونهٔ magicicada septendecim را می‌توان در هنگام بررسی شایستگی درخت برای تخم‌گذاری مشاهده کرد:
ابتدا او شاخهٔ کوچکی را گرفته و با یکی از پاهای جلویش قطر شاخه را اندازه‌گیری می‌کند. اگر قطر آن بین ۳ تا ۱۱ نباشد عموماً تأیید نمی‌شود. سپس با کشیدن پوزه‌اش بر شاخه و رسوخ در آن امکان ترکیب آن با ماده‌ای دیگر را می‌سنجد. آنگاه با کشیدن اندام تخم ریزش بر سطح چوب سختی و استحکام آن را می‌سنجد. پس از این مراحل تخم ریزی آغاز می‌شود.
ساختن آشیانهٔ تخم و تخم‌گذاری، فعالیتی وقت گیر است. حشرهٔ ماده توسط اندام تخم ریز اره مانندش شیار یا سوراخی در چوب حفر نموده و در آن تخم‌گذاری می‌کند. این مراحل در طول مدت تخم‌گذاری چندین بار تکرار می‌شود. تخم‌های جیرجیرک تقریباً تخم مرغی شکل هستند.

### لارو
لاروهای زنجره در گونه‌های مختلف بسیار شبیه به هم هستند.
سر نسبت به حشرهٔ بالغ مخروطی تر است و پوزه‌ای قوی دارد. شاخک‌ها بلندتر و محکم تر از حشرهٔ بالغ است و چشم‌ها اندام‌هایی غایب هستند. بال‌ها بعداً پدیدار می‌شوند.
قسمت قدامی سینهٔ حشره بسیار پیشرفته و قوی است و به کمک یکی از پاهای جلویی در حفاری‌های طولانی مؤثر است.
شکم چاق و قطعه قطعه‌است. لارو حشره با پوسته‌ای یکپارچه پوشیده شده‌است و تنها پاهای جلویی آزادند. این پاها در بیرون آمدن حشره از آشیانهٔ تخم و پایین رفتن استفاده می‌شوند و پس از سر بازکردن تخم بی‌درنگ خود را در جستجوی غذا دفن می‌کنند.
لاروها از ریشهٔ گیاهان تغذیه می‌کنند و حفاری‌های عمیق در خاک و تغذیه از ریشه‌های طویل به صورت پی در پی و کاملاً غریزی است.
تغذیه در لارو و حشرهٔ بالغ، با رسوخ در بافت چوبی و مکیدن شیرهٔ آن انجام می‌گیرد. این جیرهٔ غذایی شامل مقدار زیادی آب، شکر کم و اسید آمینهٔ فراوان است.
بیشتر طول عمر در دورهٔ لاروی و در زیر خاک سپری می‌شود.

### حشرهٔ بالغ
حشرهٔ بالغ ای شیرهٔ بافت چوبی تغذیه می‌کند؛ لذا می‌توان گفت که حشره در طول زندگی خود مایع زیادی مصرف می‌کند. اساساً شیره بافت چوبی شکر کمی دارد.
جیرجیرک دید خوبی دارد و از قدرت شنوایی بالایی بر خوردار است. این حشرات، موجوداتی هشیار و بسیار محتاطند و از بال‌های خود جهت فرار از توجه انسان استفاده می‌کنند.

## آوازخوانی

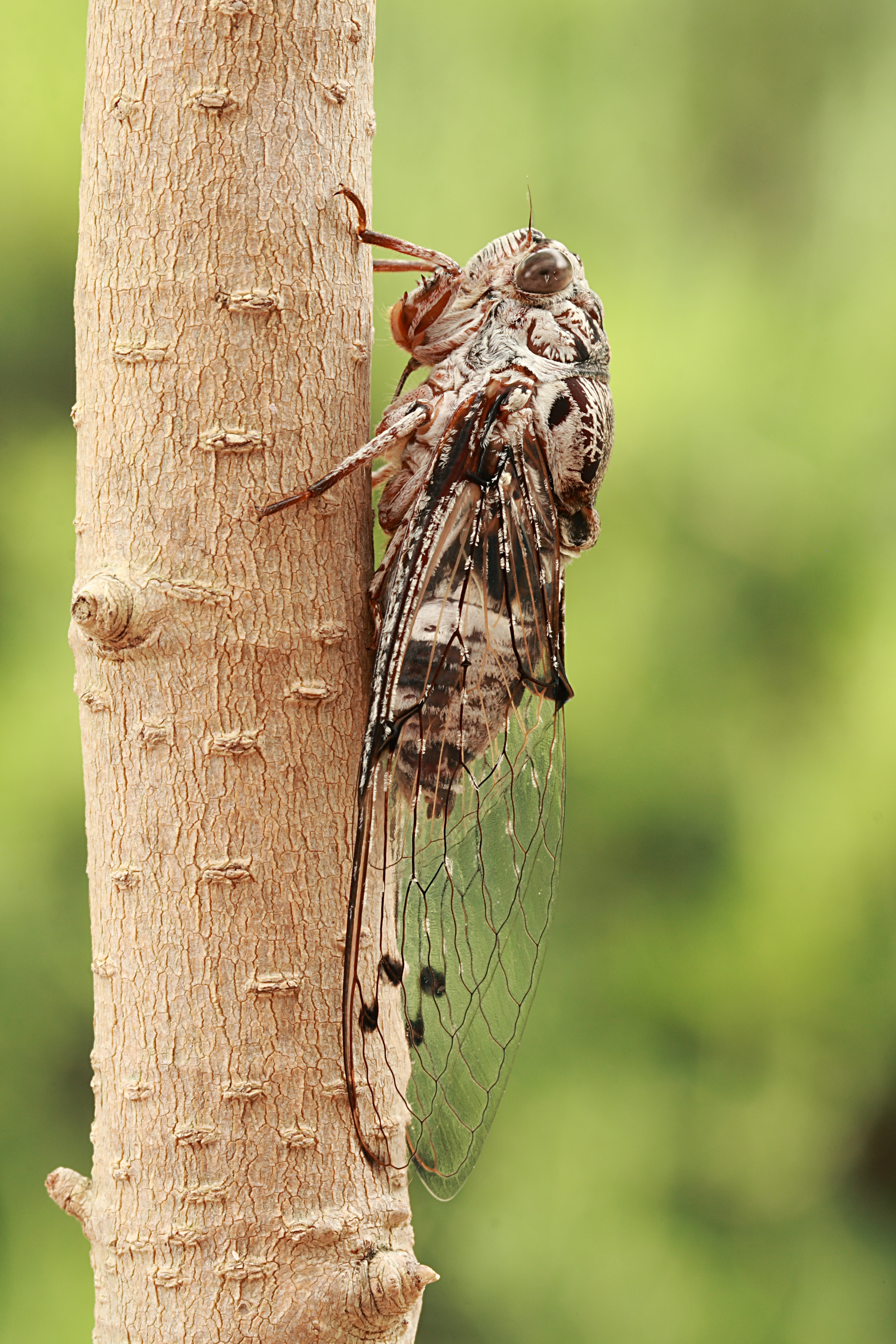
صدای آواز بلند زنجره آسیابان، این زنجره را در میان کودکان استرالیا، به یک حشره دوست‌داشتنی تبدیل کرده‌است.

. بعضی ها نقل می کنند که دلیل آواز مداوم جیرجیرک آن است که این حشره عمر طولانی ندارد و تنها سیزده روز زنده است . بنابراین تا جایی که می تواند آواز سر می دهد تا زمان مرگ آن فرا برسد.
غالباً جیرجیرک‌های نر آواز می‌خوانند. در اغلب موارد با توجه به بررسی‌های انجام گرفته آهنگ‌ها به اندازهٔ کافی متمایز هستند که بتوان آن‌ها را با توجه به هدف‌شان طبقه‌بندی نمود.
جیرجیرک‌ها تقریباً همیشه در محل استراحت و عموماً بر روی گیاهان آوازخوانی می‌کنند ولی در مواردی هم در سوراخی داخل زمین انجام می‌گیرد.
جیرجیرک‌ها به ندرت در هنگام پرواز آوازخوانی می‌کنند، با این حال در نمونه‌های اندکی ضبط شده‌است.
جیرجیرک‌ها معمولاً در محلی رو به آفتاب آواز می‌خوانند و اغلب در روزهای آفتابی. در گذشته بیزاری جیرجیرک‌ها از آواز خوانی در روزهای مرطوب را به کار نکردن غشای نوازندهٔ بدن آن‌ها نسبت می‌دادند، اما حالا می‌دانیم که علت چیز دیگری است. جیرجیرک‌ها به وسیلهٔ ماهیچهٔ خاص و تسمه مانند دهل و نقاره (پوسته سخت دنده دار مخصوص) که بر بالای نخستین مقطع شکمی قرار دارد، موزیک می‌سازند. این ماهیچه پوست سخت شکم را می‌لرزاند و صدا تولید می‌شود.
بر خلاف آنچه به نظر می‌رسد جیرجیرک‌ها بیش از یک نوع صدا می‌سازند، مثلاً نمونهٔ fidicina mannifera از پرو، ۴ آواز مختلف دارد: یک صدا در هنگام مزاحمت و ناراحتی، یک آواز برای صدا زدن، صدایی با دامنهٔ کم و بالاخره آواز اصلی.
هدف اصلی آواز خوانی جیرجیرک جلب توجه حشرهٔ ماده برای جفت‌گیری است.

## هجوم میلیاردی جهت جفتگیری
هر ۱۷ سال یک بار اهالی شرق آمریکا مجبورند چند روزی را در کنار میلیاردها «زنجره» زندگی کنند که از اعماق زمین بالا می‌آیند تا جفت‌گیری کنند و باز به زیر خاک بروند. این حشره در انگلیسی «سیکِیدا» (cicada) نام دارد. سیکِیدا آخرین بار در سال ۲۰۱۳ در منطقه شرق آمریکا ظاهر شده و قرار است تا سال ۲۰۳۰ میلیاردها سیکیدا از اعماق زمین به سطح برسند و فاصله‌ای ۹۰۰ مایلی از شمال جورجیا تا نیویورک را بپوشانند و مشغول جفت‌گیری شوند.
علاوه بر ناخوشایندی و شمار میلیاردی این حشرات- به‌طوری‌که تمامی سطح زمین به ویژه در مناطق جنگلی را می‌پوشاند- صدای جفت‌گیری آن‌ها بسیار بلند و گوش‌آزار است. نرها با استفاده از غشاء دندانه‌ای بدنشان برای جذب ماده‌ها و ماده‌ها از طریق به هم زدن بالهایشان صدا تولید می‌کنند. این دوره حیرت‌انگیز چرخه حیات سیکِیداها چندین روز طول می‌کشد.
خبرگزاری رویترز به نقل از کریس مایر، کارشناس حیات وحش در مرکز کشاورزی ایالت کانتیکت می‌گوید سیکِیداها قرار است اواخر ماه مه یا اوایل ژوئن در مرکز کانتیکیت ظاهر شوند.
این سومین باری است که آقای مایر دوره جفت‌گیری سیکیداها را مورد مطالعه قرار می‌دهد. او قبلاً یک بار در سال ۱۹۷۹ و یک بار ۱۹۹۶ شاهد دوره تولید مثل سیکیداها بوده‌است. او می‌گوید دفعه بعدی که سیکیداها می‌آیند سال ۲۰۳۰ است و او ۸۱ ساله خواهد بود.
مایر می‌گوید اولین دوره ثبت شده علمی سیکیدای نوع ۲ در سال ۱۸۴۳ بود.
ورود ناگهانی و غافلگیرکننده سیکیداها طوری است که همه جا را فرامی‌گیرند، از کناره درختان گرفته تا لبه دیوار ساختمان‌ها، باغچه‌ها، و حتی روی لاستیک اتومبیل‌ها.
تعداد سیکیداهای گونه ۲، نسبت به گونه‌های دیگر بسیار بیشتر است به‌طوری‌که در هر هکتار هزاران تا یک و نیم میلیون حشره مشاهده خواهد شد. تعداد حشرات آنقدر زیاد است که دشمنان آنان مثل پرندگان، عنکبوت‌ها، مارها، و حتی سگ‌های منطقه قادر به خوردن تمامی آن‌ها نیستند.
حمله این حشرات بسیار مشمئزکننده است اما سیکیدا نیش نمی‌زند و به محصولات کشاورزی آسیب نمی‌رساند. این امکان وجود دارد که سیکیداها در صورت تغذیه بیش از حد از نهال‌ها یا بوته‌ها یا تخمگذاری در میان شاخه‌ها به آن‌ها آسیب بزنند.
پس از جفت‌گیری پرسرو صدای حشرات، ماده‌ها در میان شاخ و برگ گیاهان تخم می‌گذارند که کمی بعد کرم‌ها از تخم بیرون می‌آیند و برای ۱۷ سال به اعماق زمین فرومی‌روند و از بافت چوبی گیاهان تغذیه می‌کنند اما این بافت چوبی ارزش غذایی زیادی ندارد و دانشمندان می‌گویند یک دلیل آهستگی دوران بلوغ لاروها، همین است.
هر ۱۷ سال، چند هفته قبل از آن که سیکیداها به سطح زمین برسند، تونل‌هایی را از اعماق زمین تا بالا حفر می‌کنند. وقتی دمای خاک از ۱۸ درجه سانتیگراد بیشتر شد، کرم‌ها معمولاً پس از غروب آفتاب بالا می‌آیند و در کناره درختان و بوته‌ها ساکن می‌شوند تا آخرین تجربه بلوغشان را پشت سرگذارند.

## مرفولوژی
زنجره پسته، حشره کوچکی با رنگهای زرد مایل به سبز زیتونی تا قهوه‌ای رنگ، که طول آن با بالهای باز در حدود ۳ تا ۳٫۵ میلی‌متر می‌باشد. سر آن بزرگ و عریض تر از عرض سینه‌است که به یک خرطوم کوتاه چهار مفصلی ختم می‌گردد. شاخکها مویی (setiforme) و در رفتگی کم عمق کوچکی در بین دو چشم قرار گرفته و دو مفصل اول شاخکها خیلی درشت و ۵ مفصل بعد کوچک و ۴ مفصل انتهایی خیلی کوچکتر و در ماده‌ها آخرین مفصل نازک و کشیده می‌باشد ولی در نرها به یک صفحه بیضی شکل نوک تیزی ختم می‌گردد.
سینه اول (Poronotum) ذوزنقه‌ای شکل و سبزرنگ است که روی سینه دوم (Mesonotum) سوار شده و در قسمت قدامی سینه دوم سه لکه سیاه رنگ دیده می‌شود که یک در وسط و دو تا در طرفین آن بوده و در قاعده به هم متصل می‌باشند. سپرچه سینه دوم (scutellum) خیلی واضح و مثلثی شکل است که رأس آن به طرف پائین قرار گرفته، پاها به رنگ زرد و ساق پاهای عقبی به‌طور وضوح از ساق تا زیر پاها بلندتر و مانند تمام جنس‌های Idiocerus چند ردیف خار بزرگ دارد.
شکم به رنگ زرد است و مفصلهای آن کاملاً مشخص است که به وسیله نوار قهوه‌ای رنگ از هم جدا می‌شوند و در ماه‌ها این نوار قهوه‌ای رنگ از هم جدا می‌شوند و در ماه‌ها این نوار پررنگ تر است.
بالهای جلویی نیمه شفاف و دارای لکه‌های سبز رنگ می‌باشد و طول آن از انتهای شکم تجاوز می‌کند. بالهای عقبی شفاف و دارای رنگ‌بندی برجسته و واضح می‌باشد. آلت تناسلی نرها کاملاً مشخص است. در مناطق پسته خیز استان کرمان، این حشره را به نام شیره تر و در نواحی دامغان شفت سیاه و در یزد، شیره سیاه می‌شناسند.

## بیولوژی و نحوه خسارات
این حشره زمستان را به صورت بالغ در زیر پوست و شکاف تنها درختان می‌گذراند. در مناطقی که زمستان ملایم دارند (رفسنجان و کرمان)، حشرات بالغ از اواسط اسفند ماه و در قزوین که زمستان سرد دارد، در فروردین ماه شروع به فعالیت می‌کنند و در ساعات گرم روز روی شاخه‌ها و مخصوصاً روی جوانه‌های جمع شده و خیلی حساسند، به‌طوری‌که با کوچکترین صدا یا حرکتی تغییر محل داده و از شاخه‌ای به شاخه دیگر یا از درختی به درخت دیگر پرواز کرده و خود را پنهان می‌کنند.
حشرات کامل در این موقع روی جوانه‌ها نشسته، با خرطوم خود از شیره نباتی تغذیه می‌نمایند و از محل تغذیه حشره نباتی به صورت قطراتی خارج می‌شود. به محض باز شدن برگ‌ها و ظاهر شدن خوشه‌ها، ماده‌ها شروع به تخمریزی می‌کنند و با کمک آلت تخم‌ریزی خود (Tariere) در نسوج دمبرگ و دمگل (دم خوشه) سوراخی ایجاد کرده و در هر سوراخ دو عدد تخم سفید رنگ براق نزدیک به هم قرار می‌دهند. تخمها نسبت به سطح دمگل یا دمبرگ به‌طور مورب قرار می‌گیرند و ماده‌ها دور تخمها و مدخل سوراخ را به وسیلهٔ ترشحاتی که بعداً سیاه رنگ می‌شوند می‌پوشانند. زنجره‌ها دم خوشه را برای تخمریزی ترجیح می‌دهند و به همین جهت این حشره کمتر روی درختان نر و نهالهای جوان دیده می‌شود.
تعداد تخم یک ماده متغیر است و به‌طور متوسط به ۷۰ عدد می‌رسد و دوره تخمگذاری معمولاً ۱۵ روز طول می‌کشد و در صورتی که هوا سرد و بارانی باشد تا ۲۵ روز هم ادامه پیدا می‌کند. تخمها بعد از ۸ تا ۱۰ روز تفریخ شده و در شرایط نامساعد این دوره هم طولانی‌تر می‌شود. در هر صورت خروج پوره‌ها متقارن با خاتمه گل و تشکیل میوه پسته می‌باشد. پوره‌ها بیشتر در داخل خوشه‌های پسته جمع شده و خرطوم خود را در بافتهای گیاهی و پوست روی میوه‌های جوان (Pericarp) فروکرده و از شیره نباتی تغذیه می‌کنند. از محل فروبردن خرطوم این حشرات شیره گیاهی خارج شده که همراه فضولات پوره‌ها روی برگ و خوشه‌های پسته می‌ریزد. این ترشحات علاوه بر اینکه موجب سوختگی برگ و خوشه پسته می‌شود، محیط مناسبی برای نشو و نمای قارچهای ساپروفیت ایجاد می‌کند. به‌طوری‌که اغلب درختان آلوده مبتلا به بیماری قارچی دوده (فوماژین) می‌شوند و در نتیجه میوه‌ها به تدریج خشک و چروکیده می‌شوند و در شرایط انبوهی آفت و خسارت زیاد، میوه مساعی روی درخت باقی نمی‌ماند.
دوره رشد پوره‌ها در حدود ۴۰ روز به شرح زیر طول می‌کشد تا به صورت حشره کامل درآیند.
مدت پورگی سن اول در حدود ۷ تا ۹ روز.
مدت پورگی سن دوم در حدود ۱۰ تا ۱۵ روز.
مدت پورگی سن سوم در حدود ۱۲ تا ۱۵ روز.
در شرایط اقلیمی قزوین، پوره‌ها در اوائل تیر ماه در رفسنجان با کم و بیش حدود ۲۰ روز تفاوت به مرحله بلوغ می‌رسند. خسارت عمده را پوره‌ها وارد می‌کنند و به محض بالغ شدن از تغذیه افتاده و خسارت وارده کاهش پیدا می‌کند. حشرات بالغ تا اواخر آبان ماه بر روی درختان به‌سر می‌برند. با سرد شدن هوا به پناهگاه‌های زمستانی خود می‌روند و این حشره در سال فقط یک نسل دارد.
با توجه به اینکه خروج پوره‌ها تدریجی و در یک دوره طولانی ۱۵ تا ۲۵ روزه انجام می‌گیرد، لذا در اوایل تیر ماه که پوره‌ها بالغ می‌شوند هنوز پوره‌های سن ۲ هم روی درخت مشاهده می‌شوند.

## مبارزه
به‌طور کلی مبارزه اختصاصی علیه این آفت توصیه نمی‌شود ولی در صورتی که در بعضی از موارد آفت طغیانی باشد باید سمپاشی زمانی انجام شود که زنجره‌ها موفق به تخمریزی نشود. برای این منظور سمپاشی باید هنگام ظهور جوانه‌های برگ و گل صورت گیرد. این زمان تقریباً ۱۵–۲۰ روز قبل از باز شدن جوانه‌های برگ و ظهور گل‌ها است. (نظمی افشار، ۱۳۳۹). در صورتی که مبارزه علیه حشرات کامل قبل از گل صورت نگیرد باید صبر نمود تا پوره‌ها ظاهر شوند و سپس اقدام به سمپاشی کرد.